# Ahmed Zitouni
Ahmed Zitouni (Säida, Argelia, julio de 1949 – Francia, 6 de junio de 2024) fue un autor argelino francófono.

## Biografía
Nacido en Saïda en julio de 1949, Zitouni pasó su infancia en medio de la Guerra de Argelia. Estudió en Saïda, Orán y Argel antes de mudarse a Marsella y comenzar su carrera como escritor. Luego obtuvo un postgrado en ciencias políticas en Sciences Po Aix. Posteriormente impartió cursos a estudiantes extranjeros y adultos en la universidad, abordando temas como cultura, metodología y civilización francesa contemporánea.
Después de dos años de servicio nacional, desembarca en Marsella, sin un objetivo preciso, a los 24 años. En Francia, encadena trabajos temporales: obrero especializado, vigilante nocturno, empleado en el Club Med, experimenta la exclusión diaria, mientras que finalmente encuentra el tiempo para dedicarse a su verdadera pasión: escribir. 
Inscrito en ciencias políticas en el Instituto de Estudios Políticos de Aix-en-Provence, obtiene en 1980 un diploma de tercer ciclo dedicado al «rol político del intelectual».
Sin ninguna atracción por una carrera universitaria, imparte cursos de cultura general, metodología, y civilización francesa contemporánea en la Universidad, así como otras variantes de uso sanitario, social, e indeterminado... para públicos variados: adultos en formación continua, estudiantes extranjeros.
Zitouni falleció en Francia el 6 de junio de 2024, a la edad de 74 años.

## Publicaciones
- Avec du sang déshonoré d’encre à leurs mains (1983) Con sangre deshonrada de tinta en sus manos.[8]
- Aimez-vous Brahim ? (1986) ¿Amas a Brahim?[9]
- Attilah Fakir (Les derniers jours d’un apostropheur) Los últimos días de un apóstrofo.[10]
- Éloge de la Belle-Mère (1990) Elogio de la suegra.
- La veuve et le pendu (1993) La viuda y el ahorcado.[11]
- À mourir de rire, fiction française (1997) Morirse de risa, ficción francesa.[12]
- Une difficile fin de moi (1998) Un difícil final de mí.[13]
- Amour, sévices et morgue (1998) Amor, vejaciones y morgue.[14]
- Manosque, aller-retour (1998) Manosque, ida y vuelta.[15]
- Y a-t-il une vie avant la mort ? (2007) ¿Hay vida antes de la muerte?[16]
- Au début était le mort (La corde ou le chien) (2008) En el principio fue el muerto (La cuerda o el perro). [17]